# Joseph Groulx
Pour les articles homonymes, voir Groulx.
Joseph Groulx, né vers 1884 à Tecumseh en Ontario, est un conteur franco-ontarien qui a sauvegardé la mémoire oculaire des contes évoquant les traditions canadiennes-françaises de la région orientale des Grands Lacs autour de la ville de Détroit, fondée par les Français et son extension sur l'autre rive Windsor. Ces contes demeurent une source historique et un rare témoignage vivant de l'épopée canadienne depuis l'époque de la Nouvelle-France.

## Travaux
En 1940, un érudit et chercheur franco-ontarien, Joseph Médard Carrière, avec le soutien du député Paul Joseph James Martin, recueillit oralement les contes traditionnels franco-canadiens de la voix même de Joseph Groulx. Il transcrivit phonétiquement les propos de Joseph Groulx conservant ainsi le parler des Canadiens-français du XIXe siècle. Son travail fut archivé dans le fonds universitaire consacré au folklore canadien et à la tradition populaire franco-canadienne de l'université Laval au Québec. Les contes de Joseph Groulx furent repris et édités par deux chercheurs Deschênes et Bénéteau à partir des travaux de Joseph Médard Carrière, et qu'ils publièrent en 2005 sous le titre Contes du Détroit aux Éditions Prise de parole.